# Resolució 1277 del Consell de Seguretat de les Nacions Unides
La Resolució 1277 del Consell de Seguretat de les Nacions Unides fou adoptada per unanimitat el 30 de novembre de 1999.
Després de recordar totes les resolucions pertinents sobre Haití, inclosa la Resolució 1212 (1998), el Consell va ampliar el mandat de la Missió de Policia Civil de les Nacions Unides a Haití (MIPONUH) en espera de la transició cap a un grup civil abans del 15 de març de 2000.
El Consell de Seguretat va prendre nota de la petició del govern d'Haití per establir una missió de suport a la Missió Civil Internacional de Suport a Haití (MICAH) al país. Diverses operacions de les Nacions Unides han contribuït significativament a la professionalització de la Policia Nacional d'Haití i al desenvolupament del seu poder judicial i institucions nacionals.
Es va demanar al secretari general Kofi Annan que coordinés la transició de MIPONUH i la Missió Civil Internacional a Haití a la MICAH i informés sobre l'aplicació de la resolució actual abans de l'1 de març de 2000.
La Resolució 1277, redactada per Argentina, Brasil, Canadà, França, Estats Units i Veneçuela, va ser aprovada per 14 vots contra cap amb una abstenció de Rússia. El representant rus va dir que el text estava en desacord amb la petició d'Haití, que havia demanat una presència no uniformada; en lloc d'això, Rússia havia recolzat una presència civil multifacètica al país.